# 한산모시길
한산모시길은 충청남도 서천군 한산면 지현리 지현삼거리와 성외리를 잇는 충청남도의 도로이다. 도로의 이름은 한산모시에서 유래되었다.

## 연혁
- 2011년 7월 29일: 도로명으로 한산모시길을 고시

## 주요 경유지
충청남도
- 서천군 (한산면)

## 노선
| 이름       | 접속 노선                   | 소재지 | 소재지 | 비고 |
| ---------- | --------------------------- | ------ | ------ | ---- |
| 지현삼거리 | 국도 제29호선 (충절로)      | 서천군 | 한산면 |      |
| [ 2 ]      | 한산모시길21번길            | 서천군 | 한산면 |      |
| [ 2 ]      | 한산모시길10번길            | 서천군 | 한산면 |      |
| [ 2 ]      | 한산모시길                  | 서천군 | 한산면 |      |
| [ 2 ]      | 한산모시길38번길 한산모시길 | 서천군 | 한산면 |      |
| [ 2 ]      | 한산향교길                  | 서천군 | 한산면 |      |
| [ 2 ]      | 지방도 제613호선 (한마로)   | 서천군 | 한산면 |      |